# 阿根廷無鬚鯰
阿根廷無鬚鯰，為輻鰭魚綱鯰形目項鰭鯰科的其中一種，為亞熱帶淡水魚類，分布於南美洲阿根廷拉普拉他河流域，體長可達30公分，棲息在底層水域，生活習性不明，可做為觀賞魚。

## 扩展阅读
維基物種上的相關：阿根廷無鬚鯰